# 木下古栗
木下 古栗（きのした ふるくり、1981年 - ）は、日本の小説家。埼玉県出身。男性。ナンセンスな下ネタやシュールな展開、独特の言語センスからエロ・バイオレンス・パロディを多用する異色の作風が特徴。

## 経歴
2006年、『群像』2006年6月号収録の『無限のしもべ』が第49回群像新人文学賞を受賞しデビュー。2009年、大量の書き下ろし短編を含んだ初の単行本『ポジティヴシンキングの末裔』を刊行。2010年、『いい女vs.いい女』が絲山賞に選ばれ、2015年には『金を払うから素手で殴らせてくれないか？』でTwitter文学賞国内編1位に輝くなど、業界内外にコアなファンを持つ。

## 作品リスト

### 単行本
- 『ポジティヴシンキングの末裔』（早川書房〈想像力の文学〉、2009年11月）
  - 近所には（『群像』2007年2月号[5]）
  - この冬…ひとりじゃない（『群像』2008年4月号）
  - 爽やかなマグロ漁（「STRANGE FICTION」SFマガジン2009年5月増刊号、早川書房、2009年3月）
  - 真夜中にアパートに帰り着くと[6]（同上）
  - 虎と戦いたい（同上）
  - デーモン日暮（書き下ろし[7]）
  - その他書き下ろし作品23篇収録
- 『いい女vsいい女』（講談社、2011年8月）
  - 本屋大将（『群像』2011年4月号、第38回川端康成文学賞候補作）
  - 教師BIN☆BIN★竿物語（『群像』2008年9月号）
  - いい女vs.いい女（『群像』2010年12月号）
- 『金を払うから素手で殴らせてくれないか?』（講談社、2014年3月）
  - IT業界 心の闇（『新潮』2012年9月号）
  - Tシャツ（『群像』2011年11月号）
  - 金を払うから素手で殴らせてくれないか？（『群像』2012年4月号）
- 『グローバライズ』（河出書房新社、2016年3月 / 河出文庫、2019年3月）
  - GLOBARISE（『文藝』2015年冬季号）を改題
  - 文庫には「夜明け[8]」にかえて「犯罪捜査[9]」を収録
- 『生成不純文学』（集英社、2017年2月）
  - 虹色ノート（『すばる』2011年11月号）
  - 人間性の宝石　茂林健二郎（『すばる』2013年3月号）
  - 泡沫の遺伝子（書き下ろし）
  - 生成不純文学（『すばる』2014年6月号）
- 『人間界の諸相』（集英社、2019年1月)
  - 『小説すばる』2016年11月号〜2017年10月号連載作品
  - mimēsis（書き下ろし）
  - 毛のない猿の蛮行（『文藝』2014年秋季号[10]）
- 『サピエンス前戯』（河出書房新社、2020年8月）
  - サピエンス前戯（『文藝』2018年春季号）
  - オナニーサンダーバード藤沢（『文藝』2018年秋季号）
  - 酷暑不刊行会（『文藝』2019年夏季号）

### 電子書籍
- 『茹で甲斐 パスタにまつわる94の掌編』（2023年4月、kindle）-フリー・グーグルトン名義
  - 執筆にAIを用いた掌編集
- 『高尾症候群』（2023年4月、kindle）-フリー・グーグルトン名義
  - 文芸評論

### 単行本未収録作品

#### アンソロジー掲載
- カンブリア宮殿爆破計画（「東北関東大震災チャリティ・コンテンツ」早稲田文学2011、2011年 / 『早稲田文学 記録増刊 震災とフィクションの“距離”』収録、早稲田文学会、2012年4月）
- 天使たちの野合（『変愛小説集 日本作家編』岸本佐知子編、講談社、2014年9月）初出:『群像』2014年2月号
- 扶養（『kaze no tanbun 移動図書館の子供たち』柏書房、2020年12月）
- 僕の人生の物語（『kaze no tanbun 夕暮れの草の冠』柏書房、2021年6月）
- 大量絶滅（『真藤順丈リクエスト! 絶滅のアンソロジー』光文社、2021年8月 / 光文社文庫、2022年9月）初出:『小説宝石』2020年12月号

#### 雑誌等掲載
- 無限のしもべ（『群像』2006年6月号、講談社）
- 受粉（『群像』2007年5月号）
- 淫震度8（『群像』2009年4月号）
- 夢枕に獏が…（『群像』2010年2月号）
- 盗撮星人（『早稲田文学』3号、早稲田文学会、2010年2月）
- 人は皆一人で生まれ一人で死んでいく（『群像』2012年7月号）
- 新しい極刑（『すばる』2013年10月号）
- 人間の本性を考える（『小説すばる』2014年10月号）
- 股間の大転換（『文學界』2014年11月号）
- 人には住めぬ地球になるまで（『たべるのがおそい』vol.4）
- 平衡世界（『文藝』2018年夏季号）
- メルカリ（『文藝』2018年冬季号）
- 乳を澄ませば（『すばる』2019年12月号）
- ベスト（『UOMO』2020年8月号）
- 囚われの美（『小説すばる』2020年12月号）
- 共著論文[11]（note 2023年6月）
- 君たちはどう生きるか（『ことばと』vol.7、2023年11月）
- 馬女（『ポジティヴシンキングの末裔』限定復刊記念掌編、2023年12月）

#### エッセイなど
- REVIEW FILMS
  - 五億六千万（『群像』2007年8月号）
  - 老人とロシア人（『群像』2007年9月号）
  - 猥褻だけが人生じゃない（『群像』2007年10月号）
  - クオリア獣姦（『群像』2008年12月号）
- 黒い手帳　久生十蘭（『WB』Vol.22、2011年3月）
- 二度寝男（『文學界』2011年5月号）
- かわいいチン太郎（『すばる』2011年8月号）
- ワタミとカフカ（『新潮』2012年6月号）
- ウェブ記事と本（『群像』2012年11月号）
- スターバックスにおいて射精直後と思しき自慰行為者を目撃した際の対応について（『生活考察』Vol.04、2013年4月）
- ザ☆すばる望遠鏡 木下古栗と行く 神保町古本屋巡り（『すばる』2013年6月号）
- 爆乳は一見にしかず（『生活考察』Vol.05、2014年2月）
- 異界の表現者（『小説すばる』2016年1月号）
- 『グローバライズ』刊行記念 創作論 表現と書く技法（『文藝』2016年夏季号）
- フーッ！（『小説すばる』2016年11月号）
- 快楽の舘（『早稲田文学』2016年冬号）
- 読書日録（『すばる』2017年4〜6月号）
- 迸る書記（河出書房新社編集部編『池澤夏樹、文学全集を編む』河出書房新社、2017年9月）
- 木下古栗のカルチャー×食（『UOMO』2018年1月号～2021年8・9月合併号）
- 珍フルエンサー栗美（『UOMO』2021年10月号～2022年12月号）
- 不愉快な出来事の続編（『スピン』第3号）